# 共识主动性
共识主动性是社会网络中生物个体自治的信息协调机制。在没有中枢控制和接触交流的条件下，群体通过同频共振，达到信息对称，个体独立行动，互相修正，自我更新，逐步完善群体的生态环境。

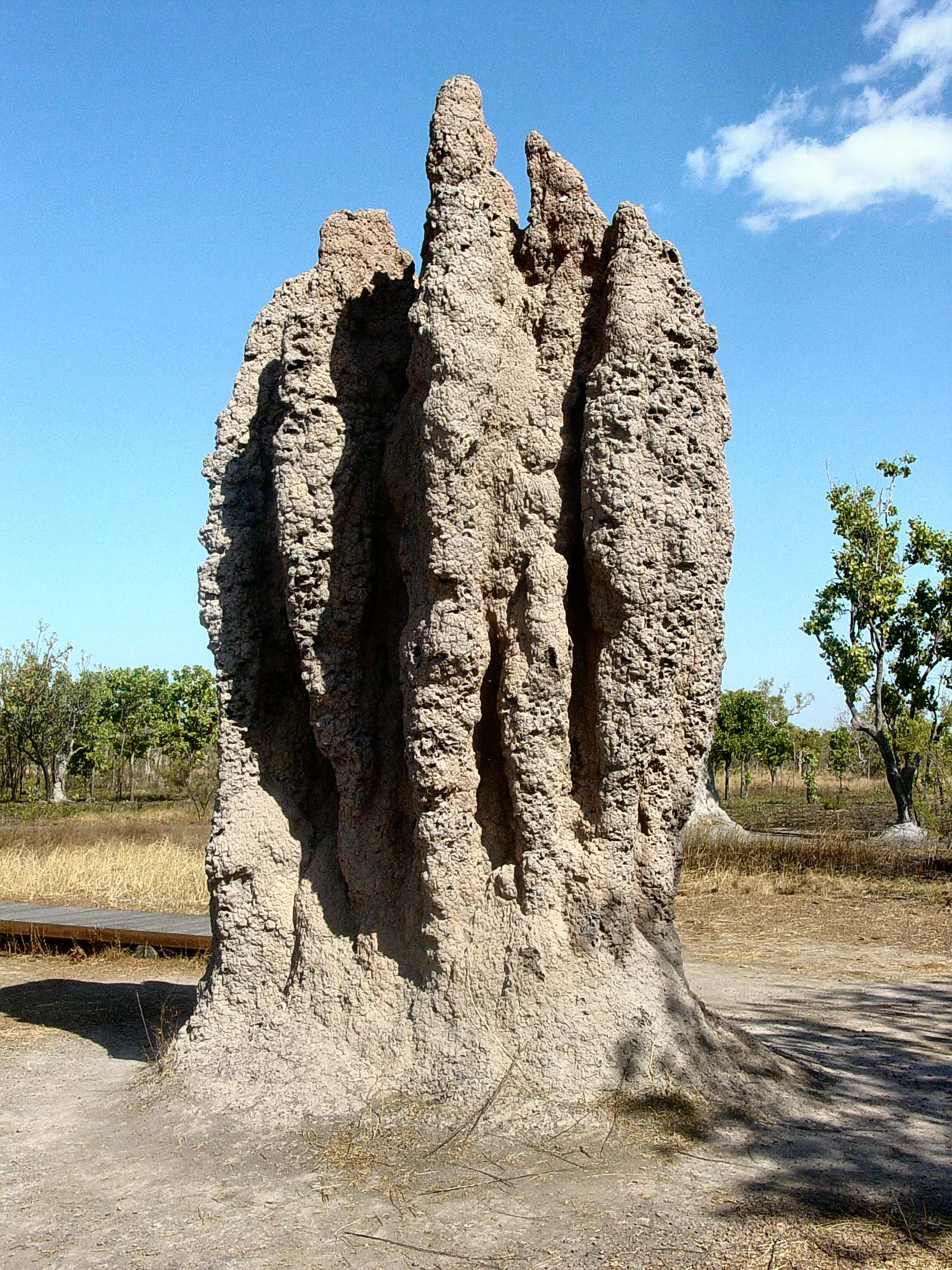
由教堂白蚁建造的蚁巢

共識主動性是生物界的自組織或人類的直接民主。 其原理是，在群体行动中，每个个体通过同频共振来识别其他个体留下的信息和存留物，来独立完成下一个任务。虽然个体之间并没有直接接触和联系，他们后续自发的行动，却加强和完善了其他个体行动产生的成果，并导致了行动的连贯性，具有系统性活动特征。共识主动性也是无为而治行为，在缺乏任何规划、控制、或者个体之间直接联系的环境中，产生非常繁盛、并具有智能生态体系。从而为缺乏记忆、思维、交流，极其单纯的群体，生物群体提供了高效的合作机制。非洲教堂白蚁筑巢过程是一个典型的例子。从单细胞生物群，到整个生物界；以及人类的反核蠕蟲、开源软件、全球脑、占领华尔街社会运动等，也都具有共识主动性的特征。

## 历史
共识主动性（Stigmergy）是一个由皮埃尔-保罗·格拉斯发明的新词，用来解释白蚁的筑巢行为。这个词是在几个希腊语词根的基础上造出来的，那几个词根的含义是“识别行动”。格拉斯的灵感来自于蚂蚁和白蚁群，这些几乎没有任何智慧的生物，居然创立了如此精致的信息系统，并建造了复杂的建筑结构，格拉斯想其中必有什么奥妙。通过观察发现，在蚂蚁的大脑或者基因里，并没有一个关于巢穴的计划、组织和控制机制，蚂蚁之间甚至没有直接的交流，因此，蚁巢的精致框架和复杂结构，完全是每个蚂蚁单独识别其他蚂蚁留下的生物激素和存留物后，达成共识，直接行动的结果。

## 社区

### 昆虫群體
共识主动性发现于昆虫群體里的社会行为。例如，每个群體的蚂蚁是用特有分泌物的气味来进行交流的，一个蚂蚁如果发现了食物，它就会在回家的路上留下一路的气味，其他的蚂蚁就会沿着这条路线去找食物，并不断地加强气味。如果这里的食物被采集完了，没有蚂蚁再来，气味就会逐渐消散。这种气味让蚂蚁非常有效的达成共识，而且能产生超个体结构 - 教堂白蚁建造的蚁巢。还有，在大雨或影响蚂蚁群體生存环境突变的前夕，群體內蚂蚁都要集中在一起，也就是“蚂蚁行雨”现象，进行同频共振，信息交流，然后分别行动，来改善生活环境，应对突发事件。

### 科研社区
目前共识主动性是集体智慧领域的核心概念之一。维基百科、维基解密、比特币、占领华尔街等变革社区都是集体智慧的结晶。详情参见群体智能。

### 变革社区

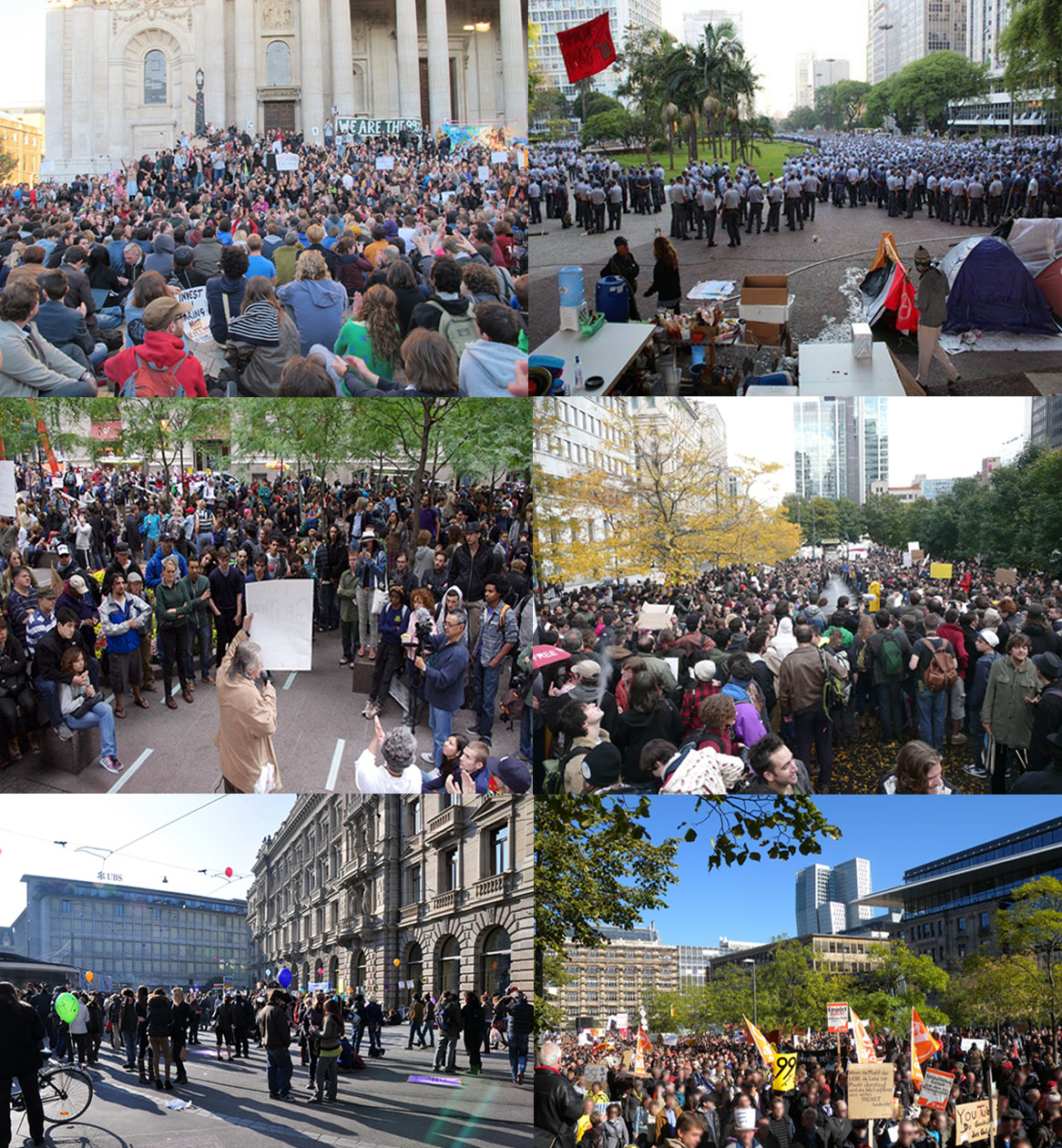
全球占领运动

网络时代，政府無政客。人们通过各种社会运动产生了共识主动性的思想、监督、金融和管理等变革社区。这些社区和无政客、无国界、无利润、无代表、无税收的维基百科一样，用共识主动性协调机制管理社区。因为这些社区都是互相修正，自我更新，政商分离的体系，所以能提高管理效率，减少管理成本，避免商业竞争和政客失误带来地浪费和损失。在这些变革社区中，每个人都在自觉地遵循着“识别行动”这一自然规律，独立的完成各项工作。大家达成共识，你我主动参与，政客自然消失，世界无为而治/直接民主。正如1999年，尼奥在黑客帝国中的道白一样：
“你们（政客们）惧怕我们，你们惧怕变革......。我不是在警告你们，这将如何终结；而是来警告你们，这只是开始......。我在让民众明白，你们不想让他们了解的实情；我在让民众了解一个离了你们的世界。在这个世界中，即不存在你们的法令和管制，也不存在你们的国界和管区，那是一个充满奇迹的世界。” 

#### 维基百科
2001年，吉米·威尔士与拉里·桑格创始的维基百科社区，是21世纪人类共识主动性的第一个奇迹。目前，维护社区正常运行的全部雇员只有150人左右，编辑工作主要靠全球读者自愿完成，管理经费来自礼物经济中提供的捐款。全球的义务编辑们像教堂白蚁建造蚁巢一样，用280多种文字，独立自主地为全球数亿用户服务，直接挑战了大英百科的地位，成了全球共识主动性的思想社区。

#### 维基解密
2006年，朱利安·保罗·阿桑奇创立了维基解密社区，让奇迹再一次出现。核心成员只有5人，他们连一间办公室都没有，而是利用互联网同频共振，进行信息交流。2010年维基解密泄露美国外交电报事件前后，当维基解密社区的域名被注销，其捐款渠道被国际权威集团切断，全球共识主动现象出现了高潮。仅仅7天，成千上万的维基解密镜像在全球涌现，同时成千上万的网站和博客提供维基解密的IP地址。成了全球共识主动性的监督社区，从而导致了阿拉伯之春。2013年，维基解密还成功地协助斯诺登曝光了美国政客的棱镜计划。

#### 比特币
2009年，中本聪创始的比特币金融社区，成了全球共识主动性的又一个奇迹。他把共识主动性参与机制、密码学原理、对等网络和开源软件有机的结合在一起，发明了区块链金融应用系统，以便用户们在世界各地同频共振交流信息，从而打破了国家垄断的金融体系。

#### 占领运动
2011年，人类学家戴维-格尔伯用Betafo社区的共识主动性管理机制，引导了一场用信息时代的占领华尔街运动，目的是用水平式管理、直接民主、政府無政客的共识主动性社會来取代政商合一的政府。在非洲马达加斯加的Betafo乡村社区，人类学家戴维-格尔伯调查研究时发现，那里由贵族和他们奴隶的后代组成。因为国际货币基金组织削减了对马达加斯加的援助经费，中央政府抛弃了这个社区，让他们自生自灭。后来，当地人创造了一个共识主动性社区，那里所有的公共事务，都必须经过当地10000人协商，达成共识后，才能执行。如果必要，刑事审判可以由民众来执行，如果处决被告，还要得到他父母的许可。从此，占领运动社区遍及全球，成了全球共识主动性的管理社区。例如，2013年土耳其反政府抗议运动、乌克兰 民众“占领”市政大楼、泰国民众“占领”多个政府部门和香港雨伞革命等连续不断地反对政商合一的“占领社区”。

#### 社区特征
这些为实现政府無政客的共识主动性社会，而创建的变革社区，有如下共同特征：
- 无议员无代表

社区里，即没有国会议员、人民代表以及各界政客。也没有这些政客们为管理你我颁布地法律政策，更没有维护政客权利的机密文件和武装机构。而是奉行老子小国寡民的自治理念。小国：小社区机构；寡民，中立自信之民。公共信息公开，公共事务对等。每个人都有知情权和参与权，都能直接提出解决社区问题的方案，供大家自愿参与，你监督我，我监督你，每个人都有直接修正其他人失误的权力和义务。
- 无竞争无联合

社区里，即没有政治权利的竞争者，也没有商业利益的联合国，从而杜绝了代议制民主和市场经济中争权夺利的现象。你工作地目的不是为了地位和金钱，而是为了改善自己的生活，以及完善自己社区的功能和增加社区的内涵。
- 无利润无税收

社区里，即没有竞争者的利润，也没有政客们的税收，而是靠礼物经济中用户们自愿地捐献，来提供管理经费。你认为那些社区有益，你就在经济上支持、行动上参与这些社区的建设。
- 无成功无失败

社区里，即没有成功人士，也没有失败君子；个人不是成者王，也不是败者寇；只有倡导者、参与者、认可者、使用者。社区繁荣昌盛的标准不是GDP，而是取决于，在没有政客法律政策和军队警察强制的前提下，认可使用人数的多寡。得道多助，失道寡助，顺其自然，政客消失。道家创始人老子和庄子等人，是无为而治/共识主动性社会的倡导者，吉米·威尔士、拉里·桑格、朱利安·保罗·阿桑奇、中本聪、戴维-格尔伯等人，以及他们的追随者们是其参与者，你我都是无为而治社会的认可使用者。无为而治：无为，政客无为；而治，民众自治。在无为而治社会里，大到开创一个社区，小到创建一个百科词条，所有的公共事务都是：
1. 个别人的倡导。[30]
2. 少数人的自愿参与。[31]
3. 多数人的认可和使用。[32][33]